# Tindari
Tindari is een plaats (frazione) in de Italiaanse gemeente Patti, provincie Messina.
De stad was in de Griekse en Romeinse oudheid bekend onder de naam Tyndaris. Een archeologische site herinnert aan deze tijd. In 257 v.Chr. vond de Slag bij Tyndaris plaats.
Tot de 9e eeuw was het de zetel van het bisdom Tindari.

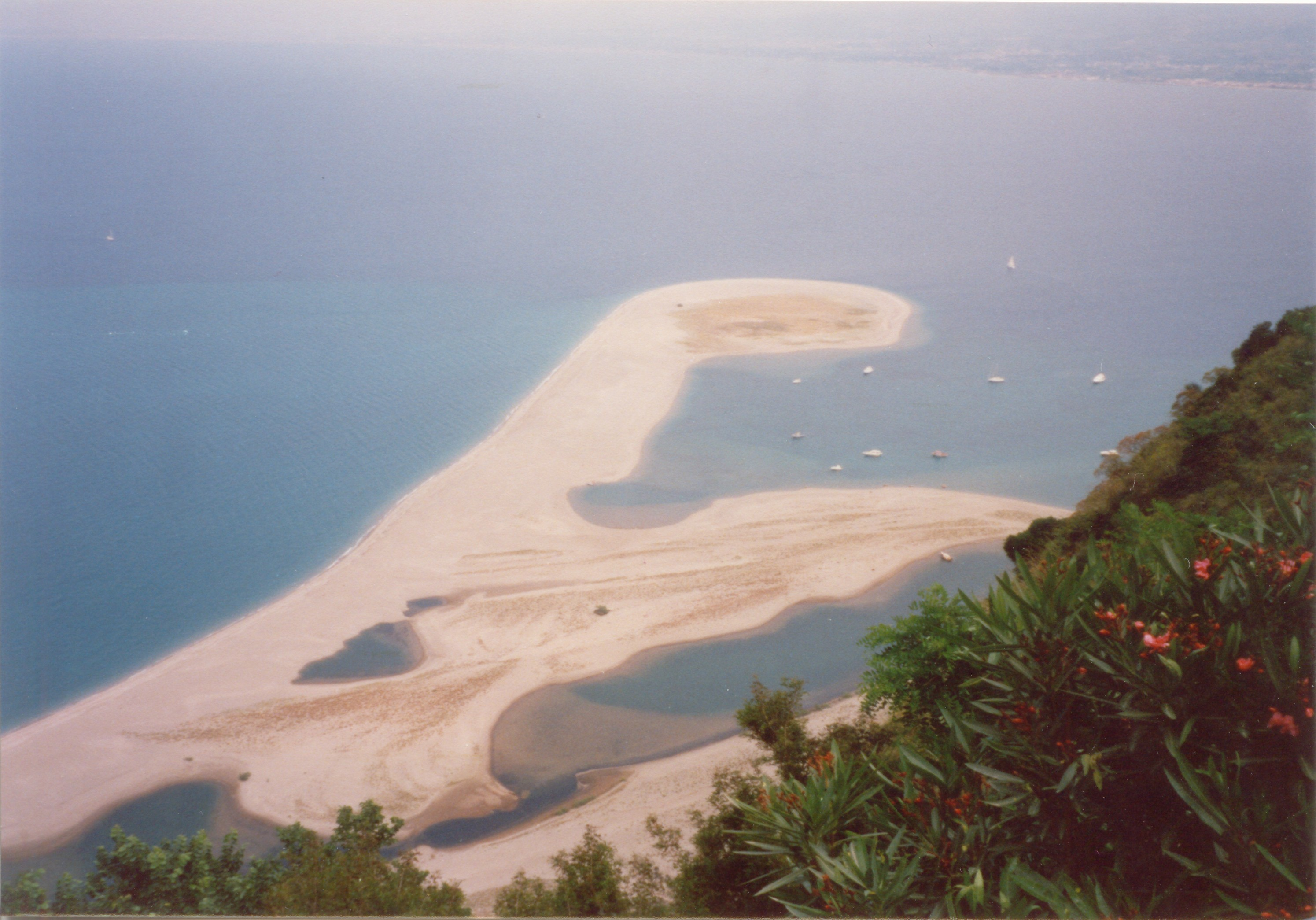
Kust van Tindari

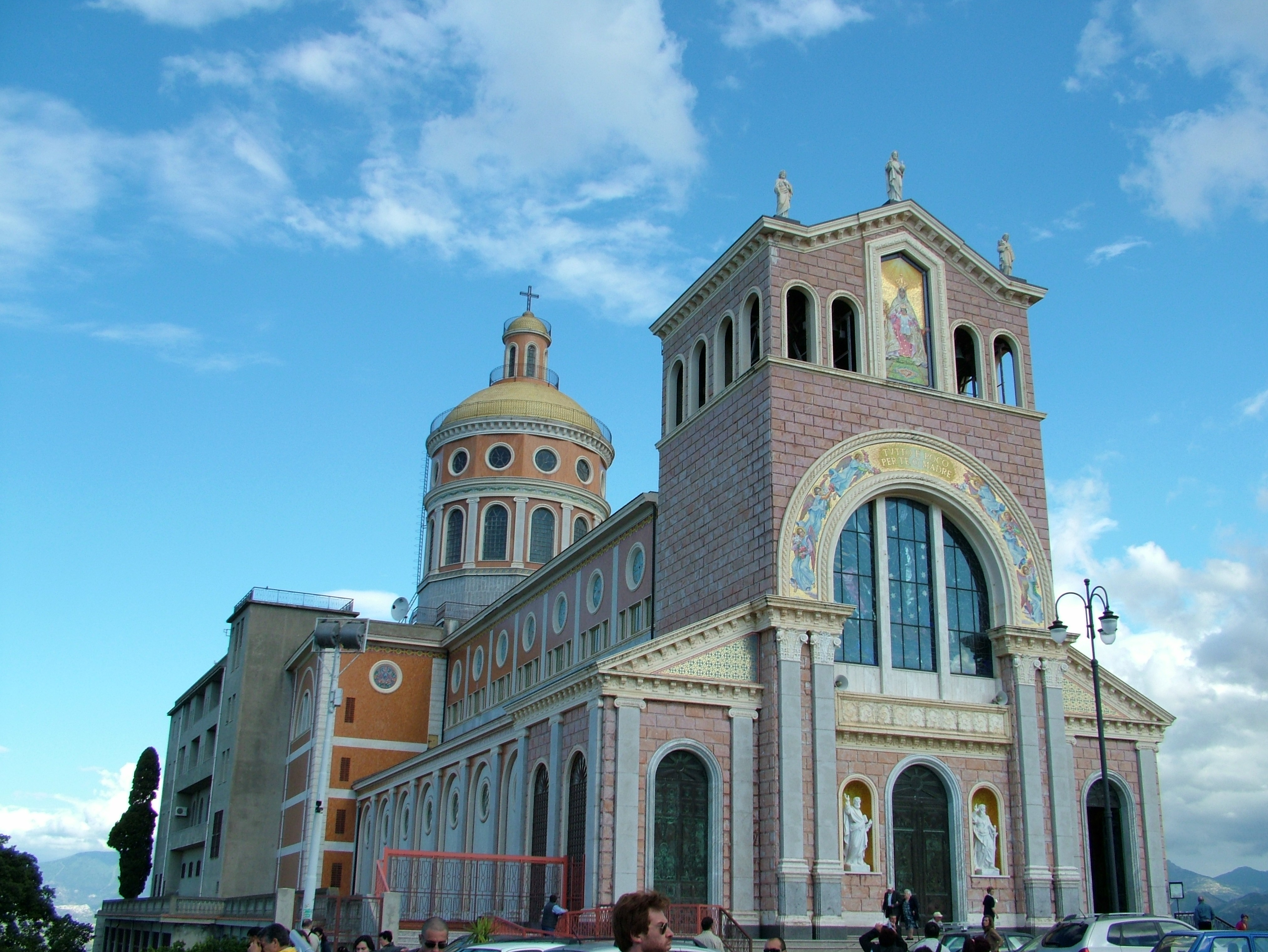
Basiliek van de Zwarte Madonna